# Olinga fumosa
Olinga fumosa är en nattsländeart som beskrevs av Keith A.J. Wise 1958. Olinga fumosa ingår i släktet Olinga och familjen Conoesucidae. Inga underarter finns listade i Catalogue of Life.